# Ernst Perels
Ernst Perels (* 2 de agosto de 1882, Berlín; † 10 de mayo de 1945, campo de concentración de Flossenbürg) fue un historiador alemán.
Enseñó entre 1911-1935 en la Universidad de Humboldt berlinesa. 
En 1935 sus cargos fueron revocados por su origen judío y participación en la Iglesia Confesante. 
Como su hijo Friedrich Justus Perels estuvo implicado en el complot del 20 de julio para matar a Adolf Hitler fue enviado al campo de concentración de Buchenwald, y luego a Flossenbürg donde murió.

## Obras
- 1904 Die kirchlichen Zehnten im karolingischen Reiche

- 1911 Die Ursprünge des karolingischen Zehntrechtes

- 1912/1925 Briefe der Päpste Nikolaus I. und Hadrian II.

- 1920 Papst Nikolaus I. und Anastasius Bibliothecarius

- 1922 Eine Denkschrift Hinkmars von Reims im Prozeß Rothads von Soissons

- 1927 Erbreichsplan Heinrich VI.

- 1930  „Liber de vita christiana“ des Bischofs Bonizo von Sutri

- 1939 Briefe des Bischofs Hinkmar von Reims

## Literatura
- Ines Oberling: Ernst Perels (1882–1945). Lehrer und Forscher an der Berliner Universität. Bielefeld 2005
- Fritz Weigle: Nachruf Ernst Perels. 8 (1951), S. 262f..